# Hapladena varia
Hapladena varia är en plattmaskart. Hapladena varia ingår i släktet Hapladena och familjen Haploporidae. Inga underarter finns listade i Catalogue of Life.